# Svend Aage Christensen (historiker)
 Der er flere personer med dette navn, se Svend Aage Christensen.
Svend Aage Christensen (født 4. november 1942 i Sorø; død 14. april 2024) var en dansk emeritusforsker, med indsatsområder i udenrigspolitik og EU-studier.
Christensen var søn af depotejer Christian Alfred Christensen og Agnes Birgitte Christoffersen og uddannet som mag.art. i sovjetisk og østeuropæisk historie samt slaviske sprog og beskæftigede sig især med udenrigspolitik, sikkerhedspolitik, energipolitik, international retspolitik, den kolde krig og arktiske forhold. Svend Aage Christensen var tidligere sekretariatschef i SNU, Det Sikkerheds- og Nedrustningspolitiske Udvalg.
Gift første gang med teolog Ellen Elisabeth Uldall. Den 16. oktober 1993 gift med skuespiller Brigitte Kolerus (1941-2001). Den 20. april 2013 gift med journalist Brigitte Konstanze Alfter, født 1966.

## Udvalgte publikationer
- Svend Aage Christensen, Energidialogen mellem EU og Rusland , DIIS Book, November 2007
- Svend Aage Christensen, “The Danish Experience. Denmark in NATO 1949-1999” in Small *States and Alliances, Erich Reiter, Heinz Gärtner (eds.), Heidelberg, Physica Verlag, 2001
- Svend Aage Christensen & Ole Wæver: “Symposium on Humanitarian Intervention: The Politics of Legal Change” in Cooperation and Conflict, Vol. 36(4): 430-442
- Ruslands historie [A History of Russia], bd. 1 og bd. 4, bidragene om Kiev-Rusland, det 17. århundrede og sovjetisk udenrigspolitik 1980-1991, København, Politikens Forlag, 1983, 1986, 1992
- Svend Aage Christensen: Dansk-russiske forbindelser i årene 1602-1658, Svend Aage Christensen og Henning Gottlieb (red.), Danmark og Rusland i 500 år, København, Det Sikkerheds- og Nedrustningspolitiske Udvalg, 1993. Også på rusisk, Свен Оге Кристенсен и Хеннинг Готтлиб, Дания и Россия – 500 лет, Moskva, 1996. Both versions were reprinted in 2010.
- Svend Aage Christensen, Copenhague – Thulé in Outre-Terre. Revue européenne de géopolitique, Les seigneurs de la mer, No. 25/26 : 461-474. Académie européenne de géopolitique, 2010